# Фуентелеспіно-де-Аро
Фуентелеспіно-де-Аро (ісп. Fuentelespino de Haro) — муніципалітет в Іспанії, у складі автономної спільноти Кастилія-Ла-Манча, у провінції Куенка. Населення — 282 особи (2010).
Муніципалітет розташований на відстані близько 120 км на південний схід від Мадрида, 65 км на південний захід від Куенки.

## Демографія
Динаміка населення (INE ):